# Chřenovice
Chřenovice (německy Tschernowitz, dříve se užíval název Křenovice – německy Křenowitz) jsou obec v okrese Havlíčkův Brod v Kraji Vysočina. Žije zde 141 obyvatel.

## Historie
Obec byla založena sázavským klášterem jako Křenovice pravděpodobně v 11. století. Roku 1216 je zmiňována místní škola a do stejné doby (1216–1217) patří dle dendrochronologie i trámy v kostele sv. Václava.
| Rok            | 1869 | 1880 | 1890 | 1900 | 1910 | 1921 | 1930 | 1950 | 1961 | 1970 | 1980 | 1991 | 2001 | 2006 | 2014 |
| Počet obyvatel | 522  | 531  | 477  | 431  | 440  | 429  | 397  | 307  | 310  | 245  | 208  | 196  | 172  | 162  | 165  |

## Pamětihodnosti
- Hrad Chřenovice, zřícenina nedaleko železniční zastávky Chřenovice-Podhradí
- Kostel svatého Václava, založen mezi lety 1134–1139 (roku 1780 byla nalezena pečeť, patrně biskupa Jana) v románském stylu, později proběhly gotické úpravy. Románská věž se sdruženými okny, románský portál, raně gotický presbytář.

## Významní rodáci
- Atanáš Kopecký, pedagog, hospodářský odborník a popularizátor hedvábnictví